# MS Возничего
MS Возничего (лат. MS Aurigae) — одиночная переменная звезда в созвездии Возничего на расстоянии (вычисленном из значения параллакса) приблизительно 3160 световых лет (около 969 парсеков) от Солнца. Видимая звёздная величина звезды — от +13,6m до +13,1m.

## Характеристики
MS Возничего — красная пульсирующая медленная неправильная переменная звезда (LB) спектрального класса M7. Эффективная температура — около 3290 К.